# Авдонченко, Наталья Михайловна
Ната́лья Миха́йловна Авдонченко (род. 5 июля 1967, Чернигов) — советская и российская футболистка, футбольная судья (арбитр ФИФА с 1999 года), мастер спорта России. Действующий заместитель председателя комиссии по женскому футболу московской коллегии судей по футболу, инспектор УЕФА и РФС.

## Игровая карьера

### Клубная
Выступала за команду «Легенда» Чернигов до конца 1991 года. В 1992 году стала чемпионкой России в составе клуба «Интеррос» и вошла в число 33 лучших футболисток года (центральная передняя защитница, №3). В 1993 году стала серебряным призёром чемпионата России в составе клуба «Русь» и снова попала в число 33 лучших на той же позиции под тем же номером 3. В 1994—1995 годах играла за московский СИМ.

### В сборной
В 1990 году сыграла 6 матчей за женскую сборную СССР:
- 20 августа против КНДР (0:0)
- 22 августа против Китая (поражение 0:6)
- 24 августа против второй сборной Китая (победа 1:0)
- 26 августа против Китая (поражение 0:3)
- 14 сентября против Франции (победа 2:1)
- 16 сентября против Франции (0:0)

5 мая 1991 года сыграла матч против Швеции (поражение 0:4).
В 1993 году стала бронзовым призёром Летней Универсиады в Баффало в составе сборной России.

## Судейская карьера
Работала в одной из детских спортивных футбольных школ. Судейскую карьеру начала в 1997 году, судила матчи первенства ЛФК, чемпионата России среди дублёров (в 2003—2006 годах) и второго дивизиона ПФЛ. Также обслуживала матчи первого Кубка президента, получив в качестве памятного подарка наручные часы от Павла Бородина с надписью «От президента России». По её словам, судила несколько матчей юниоров «Спартака» с участием Артёма Дзюбы. Оценивала высоко дисциплину «Спартака», «Локомотива» под руководством Саркиса Оганесяна и московского «Динамо» под руководством Сергея Силкина; критически относилась к дисциплине московского «Торпедо» и ЦСКА времён Юрия Аджема.
В женском Кубке УЕФА 2003/04 судила ответный четвертьфинал между норвежским «Кульботн» и шведским «Мальмё» (1:0), а также ответный полуфинал «Франкфурт» — «Мальмё» (4:1). В 2004 году судила матчи турнира с участием женских сборных России, Австралии, Китая и Германии. В 2005 году судила первый полуфинальный матч между лондонским «Арсеналом» и шведским «Юргорден/Эльфшё» в рамках женского Кубка УЕФА. В 2006 году обслуживала два матча второго дивизиона ПФЛ — 20 июля между «Реутовом» и московским «Спортакадемклубом» (0:0) и 21 сентября между тульским «Арсеналом» и «Сочи» (победа сочинцев 3:1). В том же году признана лучшим арбитром-женщиной по версии РФС. В 2007 году судила матч звёзд женского футбола против звёзд спортивной журналистики и получила от РФС приз лучшей футбольной судьи за 20 лет существования женского футбола в СССР и России.
В 2008 году впервые в своей карьере судила матчи чемпионата мира среди девушек не старше 17 лет, проходившего в Новой Зеландии: в частности, была главным арбитром встречи группового этапа Бразилия — Нигерия 5 ноября (2:2) и матча за 3-е место Англия — Германия 16 ноября (0:3). В том же году в третий раз подряд выиграла приз лучшего арбитра-женщины РФС. В 2009 году была включена в список судей женского чемпионата Европы в Финляндии, не попав даже в предварительный список, но заменив в последний момент одну из представительниц Германии. В 2010 году повторно включена в список судей чемпионата России.
Авдонченко официально завершила судейскую карьеру в 2012 году. В 2016 году судила матчи Кубка Легенд. В настоящее время является инспектором РФС и УЕФА, работает на матчах клубов и сборных (в том числе юношеских соревнований).
16 апреля 2018 года раскритиковала работу главы департамента судейства и инспектирования РФС Андрея Будогосского в связи с его мнением по поводу инцидента в матче «Краснодара» и «Арсенала» 26-го тура чемпионата России, когда нападающий краснодарцев Фёдор Смолов получил жёлтую карточку за симуляцию (Будогосский назвал решение арбитра грубой ошибкой). По словам Натальи Михайловны, методы Будогосского устарели. Хотя Будогосского отправили в отставку, комитет по этике занялся рассмотрением высказывания Авдонченко и в итоге отстранил её от исполнения обязанностей на месяц.

## Достижения
- Чемпионка России: 1992 (Интеррос)
- Вице-чемпионка России: 1993 (Русь)
- Бронзовый призёр летней Универсиады: 1993 (сборная России)
- Арбитр года в России среди женщин: 2006, 2007, 2008

## Личная жизнь
Увлекается кулинарией, любит путешествовать по России. До футбола работала учителем физкультуры.